# Nokia 6151
Il Nokia 6151 è un modello di telefono cellulare prodotto dall'azienda finlandese Nokia e messo in commercio nel 2006.

## Caratteristiche
- Dimensioni: 108 x 47 x 19 mm
- Massa: 98 g
- Risoluzione display: 240 x 320 pixel a 262 000 colori
- Durata batteria in conversazione: 4 ore
- Durata batteria in standby: 250 ore (10 giorni)
- Fotocamera: 1,3 megapixel
- Memoria: 30 MB espandibile con MicroSD
- Bluetooth, infrarossi e USB

## Kit d'acquisto
- Batteria
- Manuale
- Caricabatteria da viaggio
- Auricolare